# Hundsmühlen
Hundsmühlen ist eine rund 3000 Einwohner zählende Ortschaft in der Gemeinde Wardenburg im Landkreis Oldenburg.

## Geografie

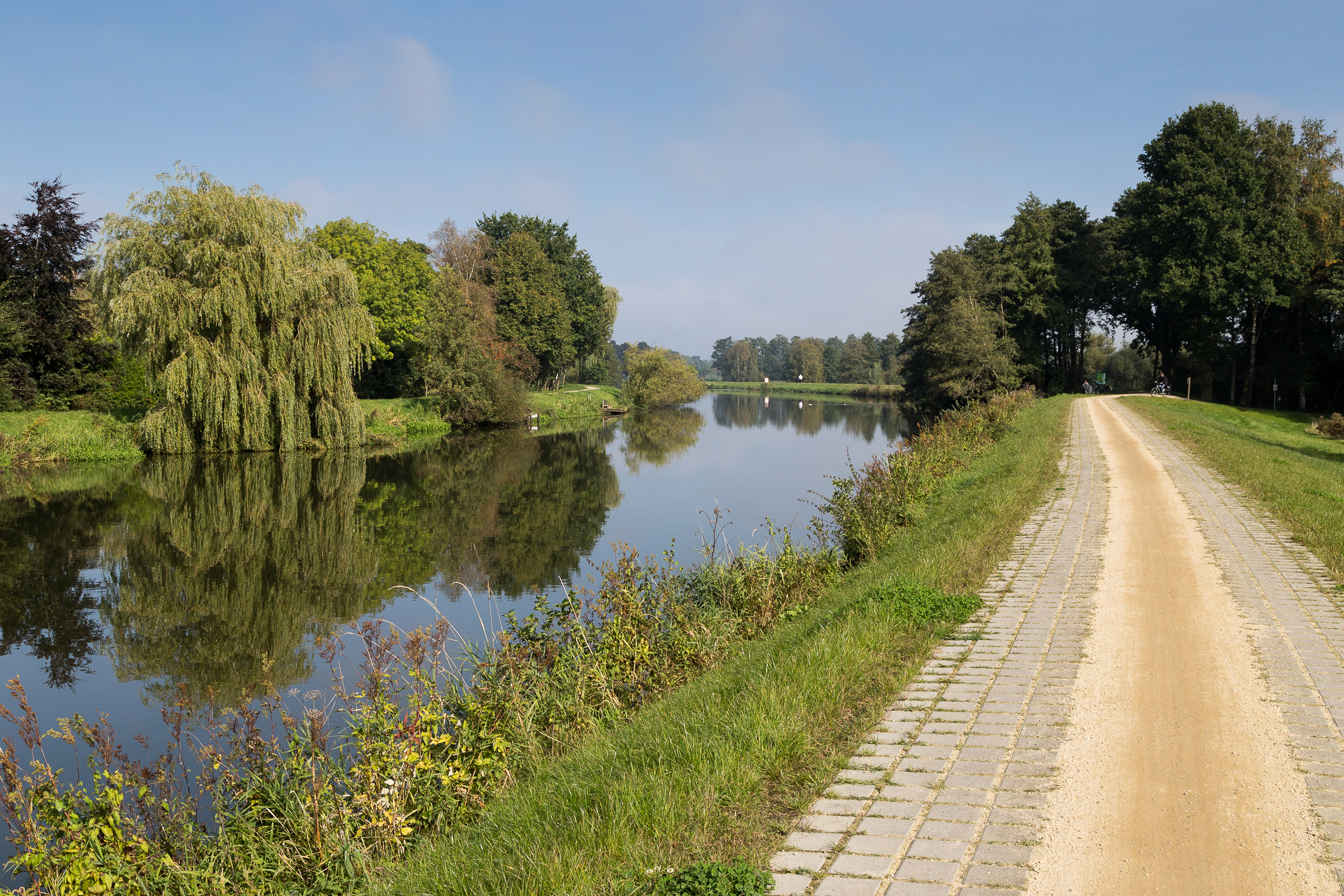
Hunte in Hundsmühlen

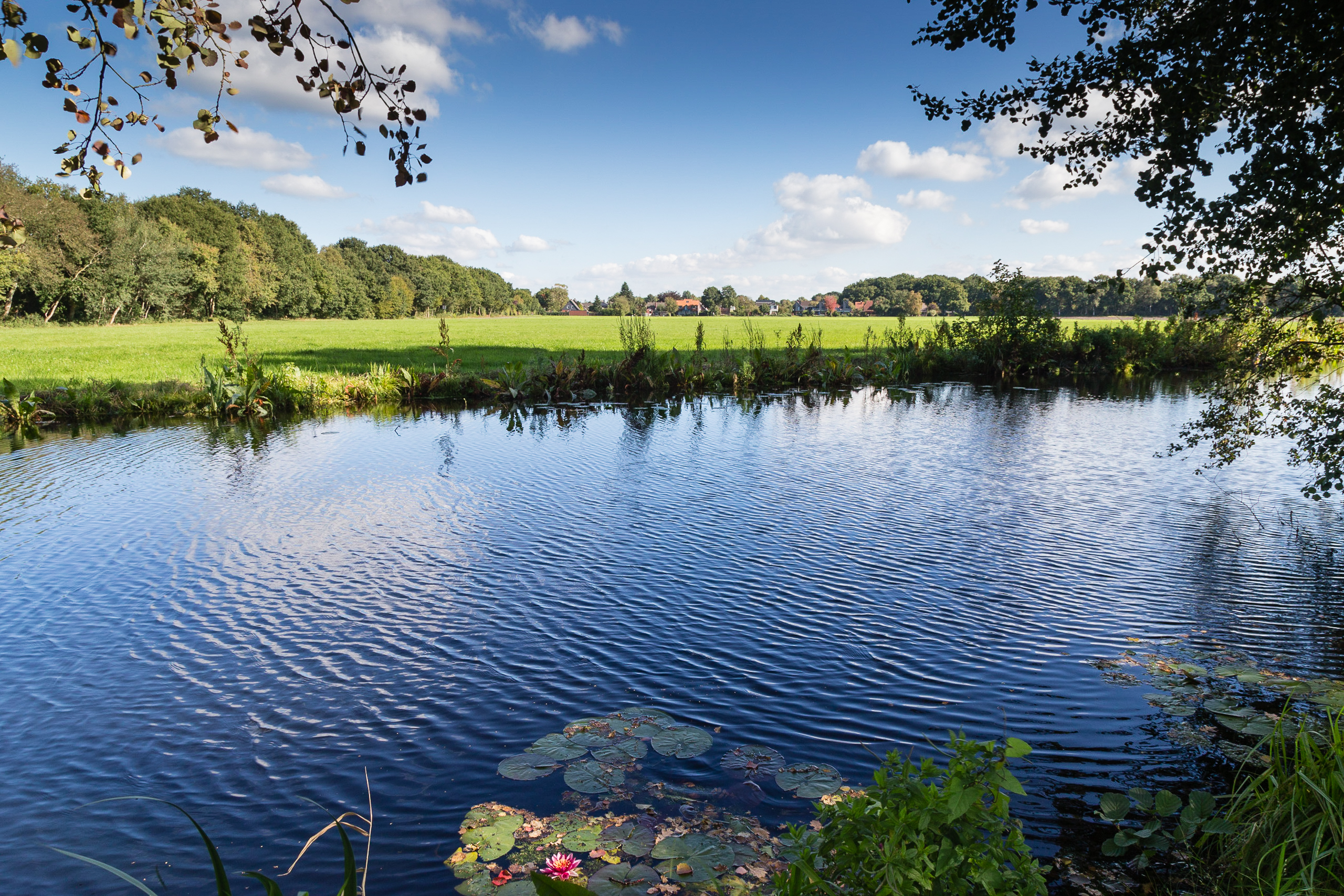
Am Querkanal bei Hundsmühlen

Hundsmühlen liegt in einer Geestlandschaft im Kreuzungsbereich von Hunte und Lethe. Im Osten liegt jenseits der Hunte eine Marschebene, im Norden ist Hundsmühlen begrenzt durch den Küstenkanal. Im Westen und Süden grenzte Hundsmühlen ursprünglich an ausgedehnte Moore, welche jedoch bis um 1930 trockengelegt wurden.

## Geschichte

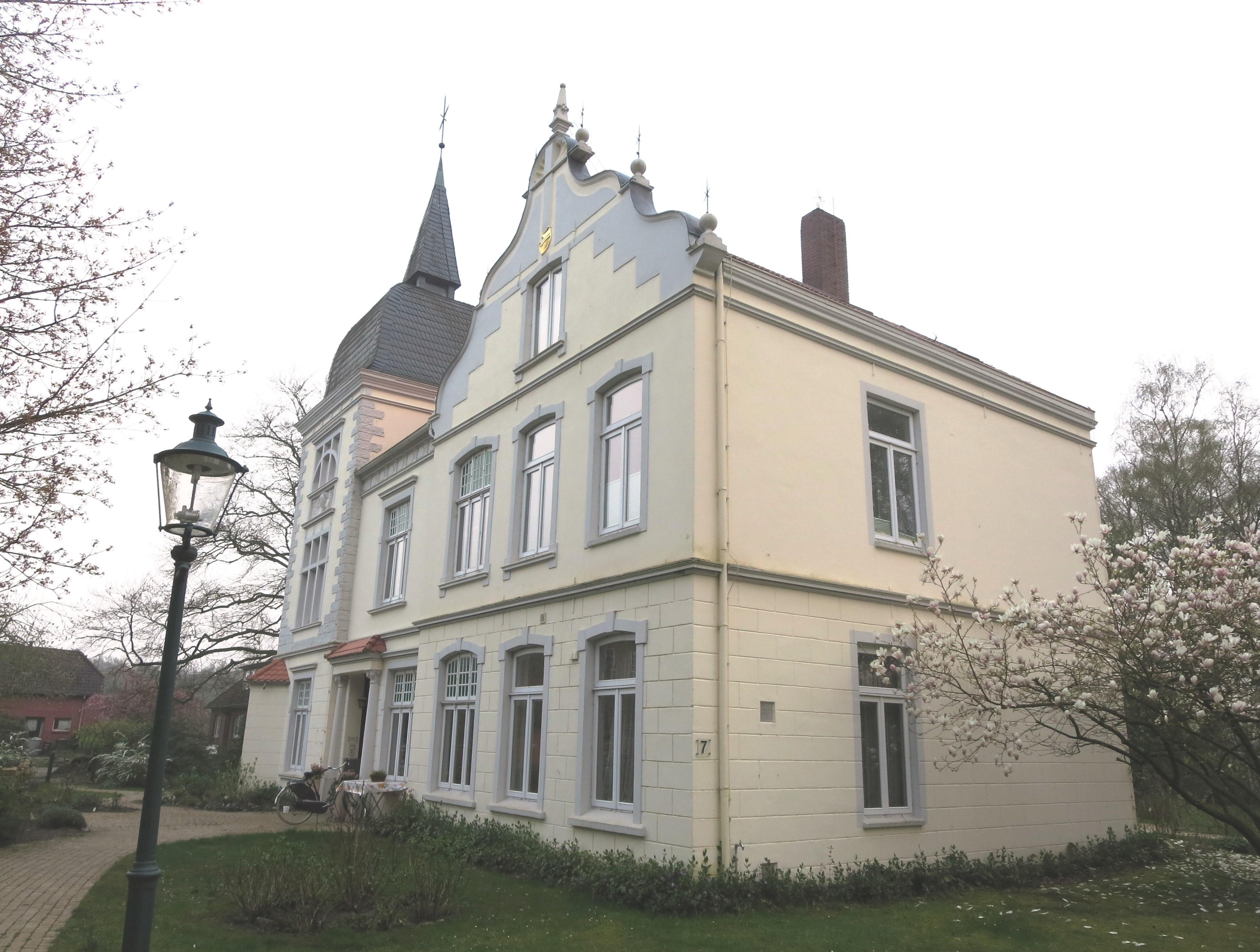
Ehemaliges Herrenhaus in der Achternmeerer Straße

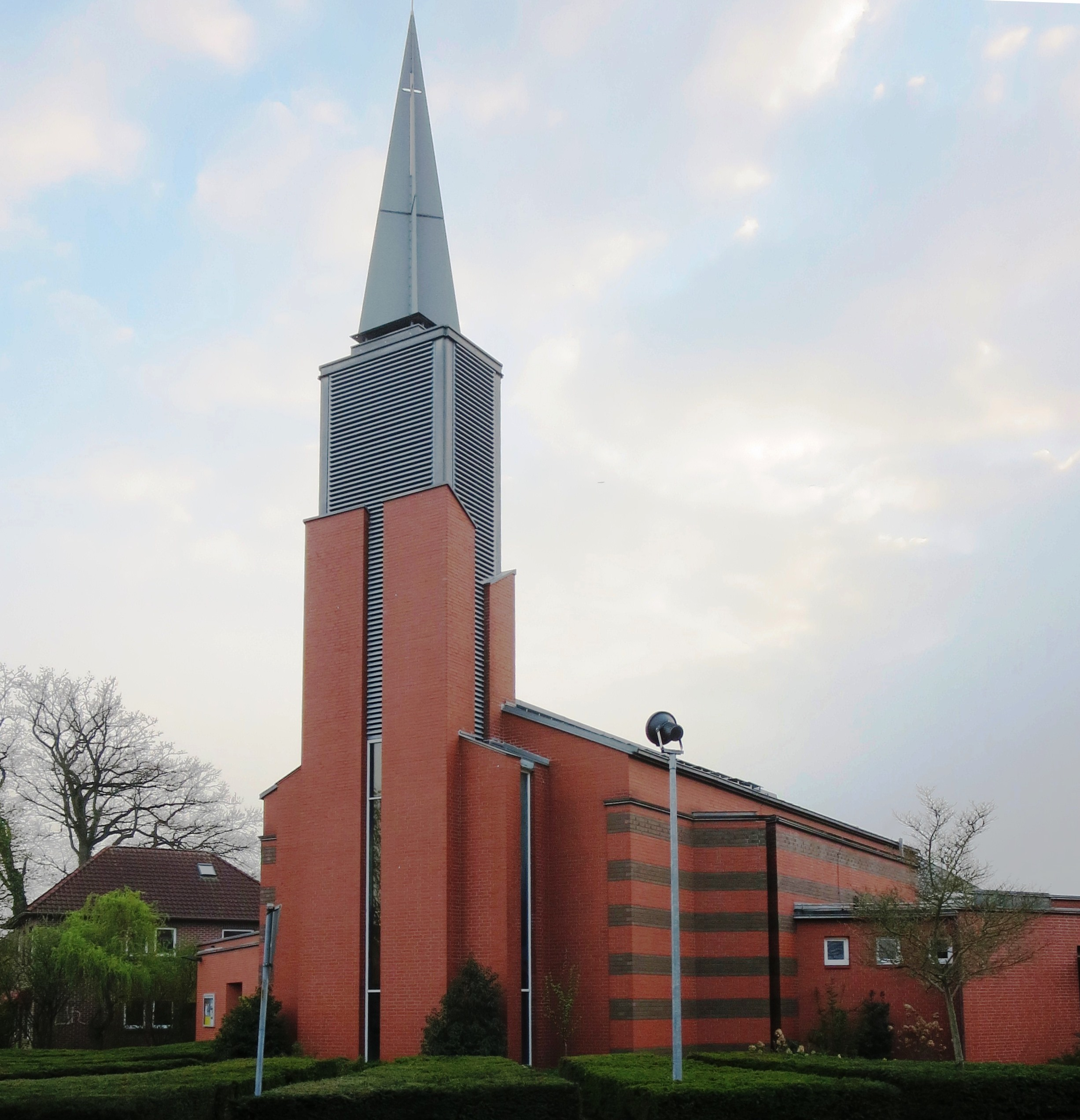
Matthäuskirche Hunoldstraße Ecke Nordkamp

Der Ortsname leitet sich von Hunoldes Molen ab, einer Wassermühle, die im 14. Jahrhundert an der am Ort vorbeifließenden Lethe stand. Die Mühle war damals Eigentum der Ritter von Everse (heute: Eversten). Als Johannes von Everse seine Tochter Almode in das Kloster Blankenburg gab, sicherte er den dort ansässigen Schwestern des Predigerordens vertraglich einen jährlich zu zahlenden Geldbetrag oder eine entsprechende Menge Weizen aus der Mühle zu. Im August 2010 feierte der Ort sein 700-jähriges Bestehen, ausgehend von der im Jahre 1310 unterzeichneten Urkunde. 1754 wurde die Wassermühle aufgrund ihres schlechten Zustandes aufgegeben und wegen Besitzstreitigkeiten weiter stromaufwärts, südwestlich von Wardenburg, neu gebaut. Das alte Wappen der ursprünglichen Mühle ist dort angebracht worden und bis heute zu sehen.
Hundsmühlen gewann in der Folgezeit durch die Torfstecherei im Wittemoor – zwischen Hundsmühlen, Südmoslesfehn und Achternmeer – an wirtschaftlicher Bedeutung, vor allem nachdem Herzog Peter Friedrich Ludwig das Gut erworben hatte und dort die Entwässerung und den Torfabbau planmäßig betreiben ließ. 1935 wurde Hundsmühlen zu einer geschlossenen Ortschaft der Gemeinde Wardenburg erklärt. Zu dieser Zeit wurde auch der Küstenkanal zwischen Hunte und Ems fertiggestellt. Im Zuge des Flüchtlingsstroms nach dem Zweiten Weltkrieg wuchs Hundsmühlen, ebenso wie das ganze Oldenburger Land, sehr schnell an. Der Bau von Wohngebieten auf ehemaligem Ackerland (Maisanbau) dauert zurzeit noch an.

### Burg
Ein Gut „Hunoldesmohlen“ erscheint bereits 1310 in der historischen Überlieferung. 1401 errichtete Graf Dietrich von Oldenburg hier ein Festes Haus, das aber 1454 durch das Bistum Münster zerstört wurde. Die wiederaufgebaute Burg wurde 1498 Graf Otto von Oldenburg die Burg als Apanage übergeben. 1536 überreichte Graf Anton I. seiner Gattin Sophie Hundsmühlen als Morgengabe. Zwei Jahre später wurde die Burg während einer Fehde mit dem Bistum Münster erneut niedergebrannt. Sie wurde nicht wieder aufgebaut; heute sind von ihr keine Spuren mehr vorhanden.

## Religion
Im Jahre 1999 wurde Hundsmühlen um die modern konstruierte Matthäuskirche erweitert. Diese Kirche stellt erst das dritte evangelische Gotteshaus der Gemeinde Wardenburg dar und wird deshalb von Einwohnern der gesamten Gemeinde besucht.

## Wirtschaft und Infrastruktur
Die Hauptverkehrsadern Hundsmühlens sind die in Nord-Süd-Richtung durch den Ort führende Hunoldstraße sowie die in diese Straße einmündende Diedrich-Dannemann-Straße. Die Hunoldstraße führt im Norden am Küstenkanal über die Hundsmühler Straßenbrücke nach Oldenburg (Stadtteil Eversten) und geht im Süden in die nach Tungeln führende Hundsmühler Landstraße über. Die Diedrich-Dannemann-Straße ist benannt nach einem Wardenburger Bürgermeister (1906–1933) und Abgeordneten im Reichstag und im Oldenburgischen Landtag (DVP / DNVP), der zuletzt in Hundsmühlen gewohnt hat, und führt parallel zum Küstenkanal nach Südmoslesfehn. Eine wichtige Nebenstraße ist die Achternmeerer Straße, welche durch das ehemalige Moor nach Achternmeer führt.
Halbstündlich wird die Stadtbuslinie 314 der Verkehr und Wasser GmbH über die Haltestelle Kanalbrücke hinaus über den Hundsmühler Krug / Hotel Wöbken entlang der Hunoldstraße zur Endhaltestelle Am Vogelbusch geführt, die vor dem Ortseingang des Nachbarortes Tungeln liegt. Die letzte Fahrt der 314 wird ab Lappan um 23.45 h über Hundsmühlen hinaus zum Wardenburger Marktplatz verlängert; am Sonntag übernimmt die 314 auch im Tagesverlauf mehrmals die Route der Weser-Ems-Bus-Linie nach Wardenburg, wobei sie bis Am Vogelbusch der regulären Fahrtroute über Marschweg, Sodenstich und Hundsmühler Straße folgt. Seit dem Fahrplanwechsel im Dezember 2008 wird diese Linie vorrangig von Solo-Erdgasbussen der VWG-Tochtergesellschaft Nordbus sichergestellt.
Eine Besonderheit in Hundsmühlen ist die Tatsache, dass ein Teil des Ortes telefonisch über die Oldenburger Vorwahl erreichbar ist, postalisch jedoch über die Wardenburger Postleitzahl.

## Kultur und Sehenswürdigkeiten
Mit dem Wachstum nach dem Zweiten Weltkrieg erwachte auch das öffentliche Leben im damals noch ländlich geprägten Hundsmühlen. 1952 gründete sich der Ortsverein Hundsmühlen.
1949 wurde die Grundschule Hundsmühlen errichtet, welche 1973 um eine Turnhalle und 1985 um einen Neubau erweitert wurde. Zu Beginn des Schuljahres 2022/23 besuchten 216 Schülerinnen und Schüler aus Hundsmühlen und dem Nachbarort Tungeln die Grundschule. 1948 wurde der Hundsmühler Turnverein gegründet. Er ist mit etwa 1.100 Mitgliedern einer der größten Sportvereine im Landkreis Oldenburg. Gemeinsam mit dem SV Moslesfehn und dem SV Tungeln besitzt er an der Diedrich-Dannemann-Straße eine große Sporthalle. Darüber hinaus befindet sich  in unmittelbarer Nähe, ebenfalls in der Diedrich-Dannemann-Straße in Hundsmühlen, der  Judo-Club Achternmeer-Hundsmühlen e. V. Dieser Verein mit mehr als 1400 Mitgliedern verfügt über ein Budo- und Gesundheitszentrum sowie über ein eigenes Fitness-Studio.
Ein im Stil des Klassizismus errichtetes Herrenhaus stellt das im 19. Jahrhundert erbaute Gut Hundsmühlen am südlichen Ortsausgang dar. Dieses Gebäude beherbergte bis 1999 die Kinder- und Jugendbibliothek und war bis vor kurzem ein Bildungszentrum der LEB (Ländliche Erwachsenenbildung Niedersachsen).
Das als Veranstaltungszentrum beliebte ehemalige Dorfgemeinschaftshaus wird seit Anfang 2016 vom Hundsmühler Turnverein als Sportstätte genutzt.

## Persönlichkeiten
- Sophie Anne Dorothea von Hinüber (1730–1803), Äbtissin des Klosters Walsrode